# Epsilon Carinae
Avior  eller Epsilon Carinae (ε Carinae, förkortat Epsilon Car, ε Car)  är en dubbelstjärna belägen i den mellersta delen av stjärnbilden Kölen. Den har en kombinerad skenbar magnitud på 1,86, är synlig för blotta ögat. Baserat på parallaxmätning inom Hipparcosuppdraget på ca 5,4 mas, beräknas den befinna sig på ett avstånd på ca 560 - 660 ljusår (ca 170 -200 parsek) från solen.

## Nomenklatur
Namnet Avior är inte av klassiskt ursprung, utan tilldelades stjärnan vid HM Nautical Almanac Office i slutet av 1930-talet under skapandet av Air Almanac, en navigeringsalmanack för Royal Air Force. Av de femtiofyra navigationsstjärnorna som ingår i den nya almanackan hade två inga klassiska namn: Epsilon Carinae och Alfa Pavonis. RAF insisterade på att alla stjärnor måste ha namn, så nya namn uppfanns. Alfa Pavonis heter "Peacock", en översättning av Pavo, medan Epsilon Carinae kallades "Avior".
År 2016 anordnade International Astronomical Union en arbetsgrupp för stjärnnamn (WGSN) med uppgift att katalogisera och standardisera riktiga namn för enskilda stjärnor. WGSN fastställde namnet Avior för Epsilon Carinae i juli 2016 och det ingår nu i IAU:s Catalog of Star Names.

## Egenskaper
Primärstjärnan Epsilon Carinae A är en orange till röd jättestjärna av spektralklass K3 III. Undersökning av ultraviolett strålning från stjärnan antyder dock att den i stället kan vara av spektraltyp K7. Den har en beräknad massa som är ca 9 gånger större än solens massa, en radie som är ca 120 gånger större än solens och utsänder från dess fotosfär ca 9 100 gånger mera energi än solen vid en effektiv temperatur av ca 3 500 K.
Mätningar under Hipparcosuppdraget visar att stjärnparet har en vinkelseparation på 0,46 bågsekunder och en skillnad i magnitud på 2,0. Med deras uppskattade avstånd motsvarar denna vinkel en fysisk separation av omkring 4 astronomiska enheter. Paret kan vara en förmörkande dubbelstjärna med en period av 785 dygn (2,15 år), och en magnitudförändring av 0,12 enheter under varje förmörkelse. Den svagare följeslagaren har en skenbar magnitud av 4,1, och skulle, om den var en ensam stjärna, vara tillräckligt ljus för att kunna ses med blotta ögat. Den är en het, vätefusionerande stjärna i huvudserien av spektralklass B2 Vp. Den kan i sig själv ha en omkretsande stjärna av spektralklass F8.